# Lijst van voetbalinterlands Denemarken - Nederland (vrouwen)
Deze lijst van voetbalinterlands is een overzicht van alle voetbalwedstrijden tussen de nationale vrouwenteams van Denemarken en Nederland. Denemarken en Nederland hebben 27 keer tegen elkaar gespeeld. De eerste wedstrijd was op 15 oktober 1977 in Ribe. 

## Wedstrijden
| №  | Plaats                     | Datum             | Competitie           | Wedstrijd              | Uitslag |
| -- | -------------------------- | ----------------- | -------------------- | ---------------------- | ------- |
| 1  | Ribe                       | 15 oktober 1977   | Vriendschappelijk    | Denemarken − Nederland | 1 − 0   |
| 2  | Ruinen                     | 21 oktober 1978   | Vriendschappelijk    | Nederland − Denemarken | 0 − 3   |
| 3  | Groningen                  | 13 oktober 1982   | EK 1984 kwalificatie | Nederland − Denemarken | 2 − 1   |
| 4  | Sønderborg                 | 29 oktober 1983   | EK 1984 kwalificatie | Denemarken − Nederland | 2 − 0   |
| 5  | Kolding                    | 30 augustus 1986  | Vriendschappelijk    | Denemarken − Nederland | 1 − 1   |
| 6  | Roermond                   | 12 september 1990 | Vriendschappelijk    | Nederland − Denemarken | 1 − 1   |
| 7  | Vejle                      | 24 november 1990  | EK 1991 kwalificatie | Denemarken − Nederland | 0 − 0   |
| 8  | Denekamp                   | 8 december 1990   | EK 1991 kwalificatie | Nederland − Denemarken | 0 − 1   |
| 9  | Hoogezand                  | 14 september 1994 | Vriendschappelijk    | Nederland − Denemarken | 0 − 1   |
| 10 | Silves                     | 17 maart 1998     | Vriendschappelijk    | Denemarken − Nederland | 6 − 0   |
| 11 | Harkema                    | 15 september 1999 | Vriendschappelijk    | Nederland − Denemarken | 0 − 0   |
| 12 | Elst                       | 9 april 2001      | Vriendschappelijk    | Nederland − Denemarken | 1 − 1   |
| 13 | Hoogeveen                  | 11 april 2001     | Vriendschappelijk    | Nederland − Denemarken | 0 − 3   |
| 14 | Odense                     | 18 oktober 2003   | EK 2005 kwalificatie | Denemarken − Nederland | 3 − 0   |
| 15 | Katwijk                    | 29 september 2004 | EK 2005 kwalificatie | Nederland − Denemarken | 1 − 5   |
| 16 | Busan                      | 31 oktober 2006   | Vriendschappelijk    | Nederland − Denemarken | 0 − 1   |
| 17 | Lahti                      | 29 augustus 2009  | EK 2009              | Denemarken − Nederland | 1 − 2   |
| 18 | Silkeborg                  | 5 april 2013      | Vriendschappelijk    | Denemarken − Nederland | 0 − 1   |
| 19 | Belek                      | 22 januari 2016   | Vriendschappelijk    | Denemarken − Nederland | 0 − 2   |
| 20 | Belek                      | 25 januari 2016   | Vriendschappelijk    | Denemarken − Nederland | 1 − 2   |
| 21 | Rotterdam                  | 20 juli 2017      | EK 2017              | Nederland − Denemarken | 1 − 0   |
| 22 | Enschede                   | 6 augustus 2017   | EK 2017              | Nederland − Denemarken | 4 − 2   |
| 23 | Vila Real de Santo António | 2 maart 2018      | Vriendschappelijk    | Denemarken − Nederland | 2 − 3   |
| 24 | Breda                      | 5 oktober 2018    | WK 2019 kwalificatie | Nederland − Denemarken | 2 − 0   |
| 25 | Viborg                     | 9 oktober 2018    | WK 2019 kwalificatie | Denemarken − Nederland | 1 − 2   |
| 26 | Zwolle                     | 15 november 2022  | Vriendschappelijk    | Nederland − Denemarken | 2 − 0   |
| 27 | Esbjerg                    | 29 oktober 2024   | Vriendschappelijk    | Denemarken − Nederland | 1 − 2   |

## Samenvatting
| Competitie        | Totaal gespeeld | Winst Denemarken | Gelijk | Winst Nederland | Doelsaldo Denemarken – Nederland |
| ----------------- | --------------- | ---------------- | ------ | --------------- | -------------------------------- |
| Vriendschappelijk | 16              | 6                | 4      | 6               | 22 − 15                          |
| WK-kwalificatie   | 2               | 0                | 0      | 2               | 1 − 4                            |
| EK-eindronde      | 3               | 0                | 0      | 3               | 3 − 7                            |
| EK-kwalificatie   | 6               | 4                | 1      | 1               | 12 − 3                           |
| Totaal            | 27              | 10               | 5      | 12              | 38 − 29                          |